# Хоточина
Хоточина (на сръбски: Хоточина) е село в Босна и Херцеговина, разположено в община Пале, в ентитета на Република Сръбска. Населението му според преброяването през 2013 г. е 86 души, от тях: 57 (66,27 %) сърби, 28 (32,55 %) бошняци и 1 (1,16 %) мюсюлманин.

## Население
Численост на населението според преброяванията през годините:
- 1961 – 350 души
- 1971 – 292 души
- 1981 – 256 души
- 1991 – 213 души
- 2013 – 86 души